# 顏子菲
顏子菲（Yan Zi Fei, Belinda，1986年3月27日—），加拿大籍香港模特兒、演員及節目女主持。身高175厘米，體重53公斤，專長為唱歌、游泳、羽毛球。南京出生，十三歲移民加拿大，於2006年參選多倫多華裔小姐，並獲得亞軍，未參選時，是一名大學學生。2008年參選2008亞洲小姐競選，奪得最上鏡小姐，並以129,416票當選亞軍（當屆亞洲小姐是以全球觀衆投票所選出）。

## 家庭
顏子菲出生於醫生世家，藝員张茜的表姪女，所以藝員張衞健是顏子菲的表姑丈。

## 新聞
2010年5月，顏子菲被傳出與亞視導演謝松軒拍拖，而男方已有妻有兒，其後，她揚言「不求婚姻，只求開心」，結果被亞視停工。
2014年12月，2008年亞姐亞軍顏子菲近日回復自由身，渴望跨足影、視、模界多線發展的她，首要任務是增加曝光率一脫「亞視味」！子菲在亞視浸足六年終於畢業，雖然在演戲方面零經驗，但她無悔入亞視，更自嘲「亞視冇人睇」，可當新人再出道，更笑稱以「千頌伊」為目標，成為「國民女神」！
前亞姐顏子菲約滿亞視後，簽約新經理人公司後重新出發。今個聖誕雖工作量大增，但感情生活方面仍未有着落。早前在《MAMA》頒獎禮任記招司儀的子菲，遇見韓星李光洙，坦言知對方喜歡豐滿型女生，但笑謂來不及隆胸迎聖誕，不過如有機會與對方共度平安夜，會親自下廚打造韓、中、西式大餐，更幻想與光洙齊齊遠赴首爾，將二人的愛情鎖鎖在南山塔！
2015年4月
去年底揚言將32A上圍加建的顏子菲，最近獲醫學美容公司睇中，豪擲6位數字酬勞邀她擔任代言人，子菲將於本月進行豐胸手術。
2019年，顏子菲更懷疑自己因為情緒問題，引致荷爾蒙失調，幸好運動令她改變心態，變得更積極及樂觀。

## 演出作品

### 節目主持
- 新時代電視
  - 《熒幕八爪娛》 (2006-2008)
- 多倫多城市電視
  - 《城市大視界》 (2007)
- 亞洲電視
  - 《時尚生活Guide》 (2009)
  - 《家在中國》 (2010)
  - 《品味珠三角》 (2011)
  - 《音樂全方位》(Music 120) （英語） (2011-)
  - 《好味道系列》之海南岛好味道 (2011)
  - 《亞姐睇樓》 (2011-)
  - 《蔡瀾亞洲一樂也》 (2011-2012)
  - 《ATV2012感動香港人物推選》 (2012)
  - 《畅游广东144小时》第三集和第四集(2014)
- ViuTV
  - 《細路玩大咗》（2017）
- 香港電台
  - 《凝聚香港》（2023）

### 參與節目
- 蘋果日報 (香港)
  - 《娛樂開CHAT》 (2009)
- 東方報業集團
  - 《on.cc - ontv》(搭擋:姚佳雯) (2009)
- 亞洲電視
  - 《智醒智勁四方城》第1輯，第2集（亞洲電視，2011年2月13日）
- 香港電台
  - 《手語隨想曲5》，第2集（2017年2月26日）

### 電視劇
- MyTV SUPER：《隱世者們》
- 無綫電視：《多功能老婆》
- 香港電台：《新導演放映室2021：溫小燕》
- ViuTV：《冥冥之中》
- ViuTV：《IT狗》
- ViuTV：《心靈師》

### 宣傳片
- 亞洲電視
  - 2009年《MERRY CHRISTMAS AND HAPPY NEW YEAR》
  - 2009年《麻辣鮮師》(與姚佳雯合作)
  - 2009年《*延續美麗光輝*2009亞洲小姐競選》
  - 2009年《2009亞洲小姐競選　港澳特區賽區　同一片天空　不同的美麗　現已接受報名》

### 廣告
- 《美源髮采》 (2007)
- 《薇薇婚紗》 (2007)
- 《Metropolitan Hotel (Canada)》 (2008)
- 《君臨天下餐廳》 (2009)
- 《MBC 美容學院》 (2014)
- 《Key Factor》 (2014)
- 《香港矯視中心》 (2014)
- 《Club One》 (2014)
- 《NuMe 名人醫美外科中心代言人》 (2015)

## 電影
- 綫人 (2010)
- 12金鴨 (2015)
- Lady Bloodfight (2015)
- 樹大招風 (2015)
- 惊天破 (2015)
- 鬼地方 (2021)
- 殺出個黃昏 (2021)
- 心裡美 (2021)
- 被消失的兇案（2022）
- 風再起時 (2023）

## 曾參加選美活動
| 年份   | 選美會                 | 地點         | 主辦機構                | 獎項                |
| 2006年 | 多倫多華裔小姐         | 加拿大多倫多 | - 新時代電視            | - 亞軍              |
| 2008年 | 亞洲小姐競選多倫多賽區 | 加拿大多倫多 | - 亞洲電視 - 環球多媒體 | - 冠軍              |
| 2008年 | 亞洲小姐競選決賽       | 香港         | - 亞洲電視              | - 亞軍 - 最上鏡小姐 |

## 慈善活動
- 2012年：慈善機構「龍耳」 ── 無聲有星顯才華

## 外部連結
- 顏子菲的Facebook專頁
- 顏子菲的Instagram帳戶
- 顏子菲的新浪微博

| 前任： 崔智熹 | 亞洲小姐競選亞軍 2008年 | 繼任： 王希瑤 |